# 堂本剛
堂本 剛（どうもと つよし、1979年〈昭和54年〉4月10日 - ）は、日本のアイドル、歌手、シンガーソングライター、俳優、タレントであり、男性アイドルデュオ・DOMOTO（元・KinKi Kids）のメンバー。本名同じ。
奈良県奈良市出身。元SMILE-UP.（旧ジャニーズ事務所）所属。身長166cm。血液型はAB型。
相方の堂本光一と同姓だが、血縁関係はない。
妻はももいろクローバーZメンバーで歌手の百田夏菜子。

## 来歴
※ソロ活動を中心に記載。KinKi KidsおよびDOMOTO、J-FRIENDS、Twenty★Twentyとしての活動は各ページを参照する。

### 生い立ち
1979年（昭和54年）4月10日、奈良県奈良市で堂本家の長男として誕生。6歳上の姉がいる。「強い子に育つように」という想いが込められ、父親に「剛」と名づけられる。1983年、西大寺幼稚園に入園。1986年、奈良市立西大寺北小学校に入学。マイケル・ジョーダンに憧れてバスケットボール部に入り、自宅の庭にゴールを作ってもらい、毎日練習した。大人になってからも自身が出演するテレビドラマ『青の時代』や『若葉のころ』でプレイする姿を見せたり、自身の冠番組である『堂本剛の正直しんどい』でチームを作って経験者らと試合をするなどしている。

### 子役時代
小学校時代は大阪にある児童劇団『劇団アカデミー』に所属し、1987年から堂本直宏（どうもとなおひろ）の芸名で子役として舞台・ドラマ・CMなどに出演していた。北島三郎の舞台では親子役で共演したり、ダウンタウンが関西ローカル時代にやっていた『ダウンタウン物語』（毎日放送）などの番組に出演したりしている。ちなみに「直宏」という芸名の由来は、姉の初恋の人の名前から。小学5年生で子役活動は辞め、6年生からは学業に専念する。

### ジャニーズ事務所入所
小学6年生の時、光GENJI・諸星和己のファンだった6歳上の姉が本人の知らない間に履歴書をジャニーズ事務所に送ったことがきっかけで、光GENJIのコンサートに招待される。当時はバスケットボールに夢中で中学受験も考えていたため、事務所に入るつもりはなく断る予定だったが、1991年5月5日、「断るにしても自分の口で言いなさい」と母親に連れて行かれた横浜アリーナでコンサートを鑑賞し、堂本光一と出会う。そして事務所の2 - 3日預からせてほしいという申し出に光一と共に、事務所入りを決める。
1992年、奈良市立平城中学校に入学。地元の奈良で中学校に通いながら、仕事があるたびに新幹線で奈良と東京を往復した。中学2年の10月、14歳の時に上京。上京後は事務所の合宿所に住み、岡田准一と同じ部屋で生活していたこともある。

### KinKi Kids結成
当初から同じ苗字であった堂本光一と2人揃って活動することが多く、「W堂本」「KANZAI BOYA（カンサイボーヤ）」などの呼び名を経て1993年4月4日、朝日放送（現：朝日放送テレビ）『KISSした?SMAP』にて初めて「KinKi Kids」のグループ名を発表された。
1994年に出演した『人間・失格〜たとえばぼくが死んだら〜』で全国的に知名度を上げ、役者としても本格的に活動を開始。1995年から『金田一少年の事件簿』で主演。連続ドラマは好評を博し、最高視聴率29.9％をマーク（ビデオリサーチ調べ、関東地区）。その後第2シリーズも制作され、1997年に映画化された『上海魚人伝説』は興行収入14億円を記録し、一世を風靡した。また、第1シリーズでは、ソロでエンディングテーマ「ひとりじゃない」も担当した。
1998年 に堀越高等学校芸能コースを卒業。同級生に、ともさかりえ、水樹奈々 や佐藤仁美らがいる。
2000年夏、KinKi Kids編集の単行本『どーもとモード』の取材で健康診断を行った際、長年B型だと公言していた血液型が実はAB型だったことが判明。横浜スタジアムのKinKi Kidsのコンサートでファンに発表、以降のプロフィールは訂正された。

### ソロデビュー
2002年5月29日、シングル『街/溺愛ロジック』で堂本剛名義でソロデビュー。
2005年には、TOKIOの国分太一とともに期間限定ユニット「トラジ・ハイジ」でも活動。

2005年冬、ソロプロジェクト「ENDLICHERI☆ENDLICHERI」を始動。
2006年10月19日、初ソロ写真集『正直I LOVE YOU』を発売。
2008年4月20日、奈良市観光特別大使に就任。
2021年4月10日、42歳の誕生日に公式Instagramを開設。
シンガーソングライターデビュー20周年となる2022年、新プロジェクト「堂本剛プロデュース」を始動し、LINEやZOZOなどの大手企業との共同プロジェクトとして動画投稿やオリジナルファッションアイテムのプロデュースなどに取り組むと発表。LINEドネーションスタンプ「堂本剛×ENDRECHERIスタンプ」が販売され、期間限定オンラインショップ「ENDRECHERI 20th SPECIAL ITEMs」もオープンした。8月21日、ENDRECHERI Official YouTubeを開設。
2023年3月21日、ENDRECHERIのファンクラブ「funk love」（読み：ふぁんくらぶ）をPM2：44（つよし）に始動。
2024年2月22日、同年3月31日をもってSMILE-UP.を退所することを発表。退所後は個人事務所で活動するが、KinKi Kidsとしての活動は続行するとした。退所発表と同時に4月11日にグランドオープンする「.ENDRECHERI.」の新たなファンクラブサイトのURLを紹介してプレ入会の募集も始め、Instagramではこれまでの投稿をすべて削除し、新たな投稿の最後に「＃ファッションも心も着たい色を着ればいい」とハッシュタグを添えた。独立を決断した理由は、2017年に発症した突発性難聴（詳細後述）だったことを明らかにしている。
同年2月24日、ソロプロジェクト「.ENDRECHERI.」で初の音楽フェス『ENDRECHERI MIX AND YOU FES』を開催し、長年の夢であった自身のフェスを実現させた。
2024年3月31日、この日を以ってSMILE-UP.を退所した。

## 人物

### 性格・特徴
- 10代の頃は周りの期待に応えるために自分を押し殺すことも多かったが[45]、「芸能人というよりも、一人の男性として、一人の人間として生活をしていきたい」、「嘘をつかず、ファンにも自分のありのままを見せたい[46]」という考えを強く持っている。
- 故郷の奈良をこよなく愛する。ENDLICHERI☆ENDLICHERIのアルバム名（ライブ名）が「Neo Africa Rainbow Ax」で折句になっていたり、2008年、なら100年会館（奈良県奈良市）でライブを行ったのをはじめとして薬師寺（奈良県奈良市）や国営飛鳥歴史公園（奈良県高市郡明日香村）でもライブを行った。また、『堂本剛の正直しんどい』や『堂本剛のココロ見』など番組の企画で帰ったり、「奈良は自分の原点」「子どもができたら奈良で子育てしたい[47]」など、地元に関連する発言も多い。2012年3月20日より 『縁を結いて』が近畿日本鉄道が運行する近鉄特急の発車メロディに起用されている[48]。日本の雅楽に興味があり、平安神宮でライブを行うなど神社仏閣にも縁が深いことから、2013年には『日立 世界・ふしぎ発見!』で日本書紀や古事記に書かれた「国譲り神話」にスポットを当てた回でナレーションにも初挑戦した[49]。
- 愛という言葉や概念に思い入れがあり、ジャニーズ事務所の携帯サイト「Johnny's web」（のちの「FAMILY CLUB web」[50]）では「Love Fighter」というタイトルで連載を続けていた[44]。
- おじいちゃん子だったため、祖父が生前入院していた頃は忙しい時期であっても暇を見つけてはお見舞いに行っていたという[10]。
- ドラマの収録の合間に女優と話すのは苦手だったが[46]、同じ関西出身である水川あさみ[51]や川口春奈[52]とは交流が続いている[53]。
- 所謂、スキャンダルとは無縁な人物とも認められており、それだけに後述の結婚報道の際には、この観点からも驚かれていた[54]。

### 趣味・嗜好
- お笑いが好きで、小学生の頃には「水菜の煮たやつ」という名前のお笑いトリオを結成して芸人を目指していた時期もあった[55]。大人になってからもお笑い好きは変わらず多数の番組を視聴し、2012年からはキングコングの西野亮廣や博多大吉ら本職のお笑い芸人が“天の声”として次々出す「お題」に1人で回答していく大喜利公演「小喜利の私」を自ら企画書を書いてスタートさせた[15]。他にも『Gyu!と抱きしめたい!』で共演して以降仲が良いエネルギーの森一弥に自作曲である「桃」のPVに出演してもらったり、自身のアルバム『shamanippon -ラカチノトヒ-』の販売CMに芸人（COWCOW、スギちゃん）が出演していたり、TBS系バラエティー『あらびき団』でお笑いユニット・キュートンに楽曲提供したり[56] と多くの場面で関わっている。プライベートでもお笑い芸人たちとの関わりは深く、ココリコの田中直樹や西野亮廣とは旅行に行く仲であり、たむらけんじのように誕生日メッセージをやりとりする芸人もいる[57]。天竺鼠の川原克己とは共に親友と名乗るほど非常に仲が良く、GYAO!のドキュメンタリー番組『堂本剛の素』でも2人旅をする様子が配信された[58]。
- 漫画、アニメ好きで、対談がきっかけで『ろくでなしBLUES（第33巻）』に登場させてもらったことがある[10][注釈 3]。他に『ドラゴンボール』や『北斗の拳』が好きで、愛犬のミニチュア・ダックスフントには『北斗の拳』の主人公の名前をとってケンシロウと名付け[59]、雑誌のグラビアなどにも自身と共にたびたび登場していた。
- 釣りにはまり、魚にも詳しい。家で熱帯魚・大型魚をはじめとする様々な魚を飼っており、ソロプロジェクトネームにもなっているポリプテルス・エンドリケリー・エンドリケリーは40匹近く飼っている。

### 音楽
- 日本の音楽ではMr.Children・CHAGE and ASKA・DREAMS COME TRUE[60]・椎名林檎・TUBEを好んで聴いている。Mr.ChildrenやTUBEにおいては自分の番組内やコンサートで楽曲を歌うことも多い。初めて買ったCDはASKAの「はじまりはいつも雨」で[61]、2013年に初のカバーアルバム『カバ』をリリースした際には楽曲を収録し、各雑誌やASKAとの対談でも思い出を語った。DREAMS COME TRUEは、剛が彼らの楽曲「MARRY ME?」が好きだということからそのアンサーソングとして「ね、がんばるよ。」がKinKi Kidsへ曲提供されたり[62]、プライベートで自宅を訪問し合うなど交流が深い[60]。『堂本剛の正直しんどい』では3人でゲリラ的にストリートライヴを行った[63]。
- 洋楽ではブラックミュージックを好んで聴いており、特にファンクに対しての思い入れが強い[64]。特にジミ・ヘンドリックスとスライ&ザ・ファミリー・ストーンが好き。ジミ・ヘンドリックスにおいては『正直しんどい』で楽曲が使われており[65]、元スライ&ザ・ファミリー・ストーンのベーシストラリー・グラハムには自ら手紙を書いて共演を直訴し[66]、『Neo Africa Rainbow Ax』収録の「ENDLICHERI☆ENDLICHERI 2」でスラップとボイスで参加してもらうことが実現した。
- 『LOVE LOVE あいしてる』で共演した吉田拓郎からギター演奏の基礎を教授されたことをきっかけに、自身で音楽を作り上げる過程に興味を深める。『堂本兄弟』で共演したTHE STREET SLIDERSの土屋公平にも積極的にファンクギターを習うなど演奏の技術を磨く努力を怠らず熱心に取り組む。ジャンルを問わず、色々なアーティストや楽曲を柔軟に受け入れて自身の音楽の幅を広げてきた。私物のギターは30本を超える（番組で共演した高見沢俊彦からもギターを譲り受けている）。アンプやエフェクターも多数揃えており、『24CH△NNEL』の企画ではオリジナルのエフェクターも制作した。また、演奏だけに留まらず楽曲の制作にも積極的に取り組んでいる。ギターだけではなく、ピアノで作曲したり、ドラムやベース演奏にも取り組んで番組や自身のライブでも時々披露している。2015年5月13日発売の音楽雑誌『ギター・マガジン』2015年6月号にギタープレーヤーとして取り上げられ、ソロで表紙を飾った[67]。
- J-FRIENDS名義で活動し、『People Of The World』をレコーディングした際は、マイケル・ジャクソンから電話で直接歌唱指導をされ、歌唱力と理解力を褒められた[68]。
- 今井翼、二宮和也、岡田准一、亀梨和也など、後輩へも曲を提供している（詳細は#提供曲参照）。今井翼とは一緒に食事をしたりお互いの家に遊びにいったり、自身の番組『正直しんどい』に複数回出演するなど交流も多い。同期でもある長瀬智也とは普段から音楽談義をし、ENDLICHERI☆ENDLICHERIのライブを長瀬が観に来た時はステージ上で一緒にギター・セッションを披露した。
- ソロデビューシングルに収録されている「溺愛ロジック」や「あなた」、「愛のかたまり」[69] など女性詞で発表した作品も多い。

### ファッション・デザイン
- 2004年度のベストジーニストに選ばれた[70]。
- 2005年、女性誌『SEDA』で初めて男性タレントで起用され、女性モデル・花楓と2ショットで表紙を飾る[71]。また、2005年9月号から2011年12月号まで連載「ツヨコレ TSUYOSHI COLLECTION」を掲載していた女性ファッション雑誌『PS』主催の「PS Premium Live 2009 Happy7」（2009年10月5日・Zepp Tokyo）にはシークレットゲストとして参加した[72]。
- 2010年2月からは「adidas Originals」の「BE Originalsキャンペーン」イメージキャラクターに抜擢された[73]。
- 服を選ぶときはレディス、メンズにこだわらず選び、常にオリジナリティを求め、着たいものを着る[74]。それが時には世間に奇抜だと言われたり「イメージが悪い」と事務所に怒られたりしたこともあるが、「人生は一度きり」と自分のスタイルを貫き続けた結果、誰も着ないような派手な服や不思議なアイテムも「剛っぽいね」と言われるまでになったという[75]。また、短パンとレギンスの組み合わせやアシンメトリーの髪型[76] など、のちに流行りだした例もある[注釈 4]ネイルやエクステ、アクセサリーや洋服のリメイクをすることも好き。メガネや帽子も好きで、2009年9月にシングル『RAIN』をリリースした時は、帽子専門ブランド・CA4LAとコラボレーションし、「BOW CD（帽CD）」と名付けて自身がデザインした4色のベレー帽の中にCDを入れ、4444個限定で全国のCA4LA店舗で発売した[78]。
- 詩やイラストを描いたり写真を撮ったりすることが多く、雑誌の連載にも掲載されている。月刊誌『person』の連載では直木賞作家・伊集院静のエッセーに剛がイラストを添え、連載をまとめた単行本『きみとあるけば』『ずーっといっしょ。』の2冊を発売。伊集院は剛の才能に惚れ込み[79]、出版会見では「オリジナリティーがすごくある[80]」「彼と結婚してもいいかな。彼がもっと活躍できるように僕が炊事洗濯をやってもいい[79]」とまで発言した。その他、ENDLICHERI☆ENDLICHERIのシンボルキャラクター「Sankaku」をデザインしたり、1stソロアルバム『ROSSO E AZZURRO』のジャケットイラストも手がけており、自身でデザインやプロデュースしたライブグッズやオフィシャルグッズも多い。
- 2013年、仲川げん市長に依頼されて奈良市の母子健康手帳のデザインを無償で手掛ける[47]。黄色い服を着た赤ちゃんが両手を掲げた上に地球が浮いているというデザインや「いちどのいのち」というメッセージなど[81]、表紙を含めて10ページ計53点のイラストが掲載された[47]。2015年にはベネッセの子育て雑誌『ひよこクラブ』からイラスト制作の依頼があり本人も快諾したため、創刊されてから22年で初めて、一般公募の赤ちゃんの写真ではなく剛のイラストが11月号表紙に採用されることが決定した[82]。
- 2016年より、ATSUSHI NAKASHIMA（中島篤）のコレクションのショー音楽を担当している。
  - 2016年9月23日「2017年春夏ミラノコレクション」[83]
  - 2017年2月23日「2017年秋冬ミラノコレクション」
  - 2017年9月20日「2018年春夏ミラノコレクション」[84]
  - 2018年2月26日「2018年秋冬ミラノコレクション」 - 音楽以外に「エンドリケリー（ENDRECHERI）」とコラボしたウエアアイテムも発表[85]。
  - 2018年9月24日「2019年春夏ミラノコレクション」[86]
  - 2019年2月24日「2019年秋冬ミラノコレクション」 - 音楽以外にスタイリングも担当[87]
  - 2019年9月22日「2020年春夏コレクション」[88]
- .ENDRECHERI.とPAC-MANがコラボしたアパレルコレクションをOPENREC発のアパレルブランド「with mellow」からリリース。自身がクリエイティブディレクターを務め、“自遊を食べよう。”をコンセプトに全7種のアパレルアイテムを制作し、2025年3月5日から21日までの期間限定でwith mellow Storeにて受注販売された[89]。

### メンタル
元々人前が苦手で 何かあると胃薬を服用することが多かったが、芸能界活動に対するストレスから、CDデビューしたての頃に過呼吸を発症。2000年夏のコンサートツアーにて、ナゴヤドームでの第1部公演の途中に、過呼吸の大きな発作に見舞われる。2003年5月の「Dome F Concert」の途中体調不良で倒れたことをきっかけにして、同月、ジャニーズオフィシャル携帯サイト「Johnny's web」にて、自ら過換気症候群、パニック障害と闘病中であることを告白した。なお、2003年7月に行われた『ずーっといっしょ。』出版記念展覧会の記者会見でも、病気とは長く闘っていることや、その都度光一にも助けてもらっていることを明かしている。苦しい時を乗り越えてからは、「18歳からの5年間は死にたいと思っていたが、音楽が僕を救ってくれた。音楽やギターと出会えていなかったら、僕はもう居ない。」と、この“死にたかったが死ねなかった頃”について自身のソロライブや雑誌のインタビューで振り返るようになっている。
高所恐怖症でありながら、1995年の第23回『新春かくし芸大会』ではスカイダイビングにチャレンジしたり、自身のバラエティ番組『つよチャン堂本舗』ではジェットコースターに乗るなど本人にとっては過酷な企画に挑戦していた。

### 突発性難聴
2017年6月19日ごろから「左耳が聞こえにくい」などの症状が現れ、「突発性難聴」と診断される。同月27日、大事を取って入院。同月28日生放送の『テレ東音楽祭2017』（テレビ東京）と7月1日生放送の『THE MUSIC DAY 願いが叶う夏』（日本テレビ）への出演を見送った。7月4日に退院し、通院治療。同月15、16日、デビュー20周年イベント「KinKi Kids Party〜ありがとう20年〜」に横浜スタジアムで開催されたライブでは、会場への出演は断念したものの、東京都内からの生中継による映像出演という形で歌唱を披露した。同月20日、文化放送の特番『Youたちいよいよハタチだね! 〜KinKi Kids どんなもんヤ! 3時間生放送スペシャル!〜』には、予定通り生放送出演を果たした。デビュー20周年記念日当日の同月21日、『ZIP!』（日本テレビ）に生出演し、退院以来初めてのテレビ生放送出演となった。「SUMMER SONIC 2017」（8月19日、千葉 / 20日、大阪）と「イナズマロックフェス 2017」（9月17日、滋賀）への出演が予定されていたが、ライブを行うまでの回復には至っていないとの担当医師の判断により出演見送りとなった。9月1日 - 3日に京都・平安神宮で開催予定だったソロ公演も中止される。
10月29日開催の音楽フェス「テレビ朝日 ドリームフェスティバル2017」（さいたまスーパーアリーナ）で音楽活動を再開。5月31日収録の歌番組『MTVアンプラグド』 以来151日ぶりのKinKi Kids2人そろってのステージとなった。ステージに立つ上でヘッドホンの着用が必要となる。
2018年6月7日、2年ぶりのソロライブ「ENDRECHERI TSUYOSHI DOMOTO」をNHKホールで開催。2017年12月に医学的治療を終了した後は鍼治療に切り替えたこと、ある程度症状は回復しているものの完治は難しいと思われることなどの現状を報告した。同年9月2日、2年ぶりに平安神宮で行われた「堂本剛 平安神宮LIVE」3日間公演を完走。いまだに耳が痛む日があることを明かしたうえで、「その日にできる限りのことをするしかない」と、症状と向き合いながらも自分らしく創作活動をしていく覚悟を語った。

### 私生活
2024年1月11日、ももいろクローバーZの百田夏菜子と結婚したことを連名の書面で発表した。同年1月20日放送の自身のラジオ番組『堂本 剛 とFashion & Music Book』（bayfm）でも肉声で結婚を報告した。

## ソロプロジェクト
TBS系テレビドラマ『夢のカリフォルニア』の主題歌「街」が反響を呼び、2002年4月26日、堂本剛ソロ名義でCDがリリースされることが発表され、ソロデビューが決定。同時に7月から初のソロツアーを行うことも発表された。2002年5月29日に両A面シングル『街/溺愛ロジック』が発売。KinKi Kidsのアルバムにもソロで自作曲を収録していたが、ソロでのシングル発売はこれが初。また、ジャニーズ事務所所属のタレントが自作曲でデビューするのも初めて。しかし曲調はいわゆるアイドル曲とは異なり、ラブソングではなくメッセージソングで詞の内容も男っぽかったため最初は理解が得られず、事務所に呼び出されてヘアスタイルや髭、ファッションやマニキュアなどの外見のことも含めて怒られた。しかし事務所の社長であるジャニー喜多川だけは最初からずっと「変化球を投げ続けろ」と応援してくれていたという。そもそもは「ミュージカルをやってほしい」という提案を断り、「音楽をやりたい」という堂本に対し、「彼に主題歌をやらせてほしい」と喜多川が直々にレコード会社の社長に提案し、『夢のカリフォルニア』の主題歌を担当することになったことがソロでの音楽活動の始まりである。これらのこともあり、「今僕が音楽をやれているのはジャニーさんのおかげ」と堂本は感謝の意を示し続けている。そして、“ジャニーズというカテゴリーの中では異端”と言われながらも、実際は全てにおいて事務所の許可を得たことしか実行してきていない。自身の意志を貫きながらもそのような姿勢を続けてきた結果、事務所の理解も得られて「今ではたくさんの人が僕のことを支えてくれている」とソロ活動10年で振り返っている。
テレビ『堂本兄弟』で共演したギタリストの土屋公平からギターとブルース、ファンクを学び、本格的にファンクの音楽に目覚める。
2005年12月、プロジェクトENDLICHERI☆ENDLICHERI（エンドリケリー・エンドリケリー）をEDWINとのコラボレーションで始動する。プロジェクトネームをつけるにあたり、本人は「芸術的なアプローチをする際に使う名前。今までの大切な活動を守るために分けた」 と語っている。
2011年10月、アルバム『Nippon』で欧州デビュー。KinKi Kidsよりも早い海外デビューとなった。
ENDLICHERI☆ENDLICHERI
2005年冬に始動させたプロジェクト。2008年は『244 ENDLI-x（ツヨシ・エンドリックス）』というアーティストネームで活動した。プロジェクト名はポリプテルス・エンドリケリー・エンドリケリーという、アフリカ産の古代魚からとった。愛称は「エンドリ」「エンさん」「ドリー」「ケリー」などいくつか候補があったが、紆余曲折を経て「ケリー」に落ち着いた。奈良にも関係する冠位十二階の最高位の色ということで、テーマカラーは紫。
ENDLICHERI☆ENDLICHERIのマスコットキャラクターとして自身がデザインした「Sankaku」というキャラクターがおり、プログパーツとしても配布された。声も堂本自身の声を加工して当てており、dwangoで着ボイスで配信された。
美 我 空（びがく）
2009年春、新たにアーティストネーム『剛 紫（つよし）』として新しいプロジェクト『美 我 空（びがく）』を始動した。
SHAMANIPPON シャーマニッポン
2011年、「SHAMANIPPON」という新しいプロジェクトを始動。プロジェクトごとにアーティストネームが変わっていたが、今プロジェクトは本人名義で行われている。「架空の国」をコンセプトとしたプロジェクトで、SHAMANIPPONは共和国であり、「直観力」の国であるとHPでは説明されている。
ENDRECHERI
読み方は「エンドリケリー」。以前の「ENDLICHERI☆ENDLICHERI」とは違って"LI"が"RE"となっており、再始動が意味されているのではと言われている。2017年には公式ホームページがリニューアルされてプロジェクト名が発表され、「SUMMER SONIC 2017」や「イナズマロックフェス2017」への出演が紹介されていた。2018年3月28日、ニューアルバム『HYBRID FUNK』の5月2日発売が告知され、新しいプロジェクト名が広く報道された。アルバムでは、「ENDLICHERI☆ENDLICHERI」時のキャラクター・Sankakuも再び登場し、「舌 VENOM」「背に生えたクリスタル」などで歌声を披露している。
.ENDRECHERI.
自身のファンクラブ"funk love"を始動し、2023年7月に行われた第1弾イベント「.ENDRECHERI. Erother_meeting Do more the E_FUNK」から新たに名前にドットが追加された。「END」と「RE」が入っていることで、何度終わってもいいし、何度始めてもいいよというメッセージが込められている。

## 作品
※プロジェクト名や名義の"ENDLICHERI☆ENDLICHERI"は"E☆E"と表記する。

### シングル
|      | 発売日         | タイトル                            | 名義       | プロジェクト名 | 品番 | 備考                             |
| ---- | -------------- | ----------------------------------- | ---------- | -------------- | --- | -------------------------------- |
| 1st  | 2002年5月29日  | 街/溺愛ロジック                     | 堂本剛     |                | 【初回盤(CD)】JECN-0027 【通常盤(CD)】JECN-0028                                                                  | 両A面シングル                    |
| 2nd  | 2004年6月9日   | WAVER                               | 堂本剛     |                | 【初回盤(CD)】JECN-0047 【通常盤(CD)】JECN-0048                                                                  | 3曲A面シングル                   |
| 3rd  | 2006年2月1日   | ソメイヨシノ                        | E☆E        | E☆E            | 【完全初回限定盤(CD)】JECN-0086 【通常盤(CD)】JECN-0087                                                          |                                  |
| 4th  | 2006年6月28日  | The Rainbow Star                    | E☆E        | E☆E            | 【完全初回限定盤(CD+DVD)】JECN-0098/99 【通常盤(CD)】JECN-0100                                                   |                                  |
| 5th  | 2007年2月7日   | 空が泣くから                        | E☆E        | E☆E            | 【完全初回限定盤(CD)】JECR-0001 【通常盤(CD)】JECR-0002                                                          |                                  |
| 6th  | 2008年4月2日   | Kurikaesu 春                        | 244ENDLI-x | E☆E            | 【完全初回限定盤(CD)】JECR-0006 【通常盤(CD)】JECR-0007                                                          |                                  |
| 7th  | 2009年4月10日  | 空 〜美しい我の空                   | 剛 紫      | 美 我 空       | 【通常盤(CD)】JECR-0013                                                                                          |                                  |
| 8th  | 2009年9月9日   | RAIN                                | 堂本剛     |                | 【初回盤(CD)】JECR-0016 【通常盤(CD)】JECR-0017                                                                  |                                  |
| 9th  | 2011年4月6日   | 縁を結いて                          | 堂本剛     | SHAMANIPPON    | 【初回限定盤A(CD+DVD)】JECR-0018/19 【初回限定盤B(CD+DVD)】JECR-0020/21 【通常盤(CD)】JECR-0022                  |                                  |
| 10th | 2011年9月7日   | Nijiの詩                            | 堂本剛     | SHAMANIPPON    | 【初回盤A(CD)】JECR-0023 【初回盤B(CD+DVD)】JECR-0024/25 【通常盤(CD)】JECR-0026                                 |                                  |
| 11th | 2013年9月11日  | 瞬き                                | 堂本剛     | SHAMANIPPON    | 【初回盤A(CD+DVD)】JECR-0038/39 【初回盤B(CD+DVD)】JECR-0040/41 【初回盤C(CD)】JECR-0042 【通常盤(CD)】JECR-0043 |                                  |
| 限定 | 2014年11月23日 | PANTIES が だしたいんだ どしても    | 堂本剛     | SHAMANIPPON    | 【花パン】JECT-0019 【泡パン】JECT-0020                                                                          | CD付き下着という形式での限定発売 |
| 12th | 2018年8月22日  | one more purple funk… -硬命 katana- | ENDRECHERI | ENDRECHERI     | 【初回盤A(CD+DVD)】JECR-0062/63 【初回盤B(CD+DVD)】JECR-0064/65 【通常盤(CD)】JECR-0066                          |                                  |

### 配信限定シングル
|     | 発売日         | タイトル                         | 名義         | プロジェクト名 |
| --- | -------------- | -------------------------------- | ------------ | -------------- |
| 1st | 2022年5月29日  | LOVE VS. LOVE                    | ENDRECHERI   | ENDRECHERI     |
| 2nd | 2022年8月21日  | 1111111 〜One Another's Colors〜 | ENDRECHERI   | ENDRECHERI     |
| 3rd | 2022年11月24日 | MYND                             | ENDRECHERI   | ENDRECHERI     |
| 4th | 2024年10月9日  | 雑味 feat. George Clinton        | .ENDRECHERI. | .ENDRECHERI.   |
| 5th | 2024年12月11日 | Machi....                        | .ENDRECHERI. | .ENDRECHERI.   |

### アルバム
|      | 発売日        | タイトル                                | 名義        | プロジェクト名 | 品番 | 備考 |
| ---- | ------------- | --------------------------------------- | ----------- | -------------- | --- | ---- |
| 1st  | 2002年8月7日  | ROSSO E AZZURRO                         | 堂本剛      |                | 【初回盤(CD)】JECN-0029 【通常盤(CD)】JECN-0030 |      |
| 2nd  | 2004年8月18日 | [síː]                                   | 堂本剛      |                | 【初回盤(CD+DVD)】JECN-0053/54 【通常盤】JECN-0055 |      |
| 3rd  | 2006年3月1日  | Coward                                  | E☆E         | E☆E            | 【完全初回限定盤(CD+DVD)】JECN-0092/93 【通常盤】JECN-0094 |      |
| 4th  | 2007年4月11日 | Neo Africa Rainbow Ax                   | E☆E         | E☆E            | 【完全初回限定盤(CD+DVD)】JECR-0003/04 【通常盤】JECR-0005 |      |
| 5th  | 2008年4月2日  | I AND 愛                                | 244 ENDLI-x | E☆E            | 【初回盤A(CD+DVD)】JECR-0008/09 【初回盤B(CD+LIVE CD)】JECR-0010/11 【通常盤】JECR-0012 |      |
| 6th  | 2009年4月10日 | 美 我 空 - ビ ガ ク 〜 my beautiful sky | 剛 紫       | 美 我 空       | 【完全初回限定盤(CD)】JECR-0014 【通常盤】JECR-0015 |      |
| 7th  | 2012年4月11日 | shamanippon -ラカチノトヒ-              | 堂本剛      | SHAMANIPPON    | 【初回盤A(2CD+DVD)】JECR-0027-29 【初回盤B(2CD+DVD)】JECR-0030-32 【通常盤】JECR-0033 【イベント限定盤】JECR-0034                                                                                          |      |
| 8th  | 2014年2月12日 | shamanippon -ロイノチノイ-              | 堂本剛      | SHAMANIPPON    | 【初回盤A(CD+DVD)】JECR-0044-45 【初回盤B(CD+DVD)】JECR-0046-47 【通常盤】JECR-0048 |      |
| 9th  | 2015年5月20日 | TU                                      | 堂本剛      | SHAMANIPPON    | 【初回盤A(CD+DVD)】JECR-0049-50 【初回盤B(CD+DVD)】JECR-0051-52 【通常盤】JECR-0053 |      |
| 9th  | 2015年9月2日  | TU                                      | 堂本剛      | SHAMANIPPON    | 【アナログレコード】JEJR-0001 |      |
| 10th | 2018年5月2日  | HYBRID FUNK                             | ENDRECHERI  | ENDRECHERI     | 【Limited Edition A(CD+DVD)】JECR0057 【Limited Edition B(CD+DVD)】JECR0059 【Original Edition】JECR0061                                                                                                   |      |
| 11th | 2019年8月14日 | NARALIEN                                | ENDRECHERI  | ENDRECHERI     | 【Limited Edition A(CD+DVD)】JECR0067 【Limited Edition B(CD+DVD)】JECR0069 【Original Edition】JECR0071                                                                                                   |      |
| 12th | 2020年6月17日 | LOVE FADERS                             | ENDRECHERI  | ENDRECHERI     | 【Limited Edition A(CD+DVD)】JECR-0072/3 【Limited Edition B(CD+DVD)】JECR-0074/5 【Original Edition】JECR-0076                                                                                            |      |
| 13th | 2021年8月25日 | GO TO FUNK                              | ENDRECHERI  | ENDRECHERI     | 【Limited Edition A(CD+Blu-ray)】JECR-0077/8 【Limited Edition A(CD+DVD)】JECR-0079/80 【Limited Edition B(CD+Blu-ray)】JECR-0081/2 【Limited Edition B(CD+DVD)】JECR-0083/4 【Original Edition】JECR-0085 |      |

### ミニアルバム
|   | 発売日        | タイトル         | 名義         | 品番 | 備考 |
| - | ------------- | ---------------- | ------------ | --- | ---- |
| 1 | 2016年6月8日  | Grateful Rebirth | 堂本剛       | 【初回盤(CD+DVD)】JECR-0054/55 【通常盤】JECR-0056                                                                                                 |      |
| 2 | 2025年2月26日 | END RE           | .ENDRECHERI. | 【初回生産限定盤(CD+24pフォトカード)】SECL-3195/96 【初回生産限定盤(CD+BD)】SECL-3197/98 【通常盤初回仕様】SECL-3199 【FC盤完全生産限定盤】SEC8-93 |      |

### 企画アルバム
|   | 発売日         | タイトル | 名義   | 品番     | 備考                   |
| - | -------------- | -------- | ------ | -------- | ---------------------- |
| 1 | 2011年10月21日 | Nippon   | 堂本剛 | GSCD-083 | 欧州15ヵ国のみでの発売 |

### カバーアルバム
|   | 発売日       | タイトル | 名義   | 品番                                               | 備考 |
| - | ------------ | -------- | ------ | -------------------------------------------------- | ---- |
| 1 | 2013年5月8日 | カバ     | 堂本剛 | 【初回盤(CD+DVD)】JECR-0035-36 【通常盤】JECR-0037 |      |

### 配信限定アルバム
|   | 発売日        | タイトル          | 名義         | プロジェクト名 |
| - | ------------- | ----------------- | ------------ | -------------- |
| 1 | 2023年8月26日 | Super funk market | .ENDRECHERI. | .ENDRECHERI.   |

### CD未収録曲
- 白い世界へ（映像作品『Asian Biggest Live with 光一Birthday KinKi Kids 3 days Panic! at TOKYO DOME '98-'99』に収録）
- マイナー・チェンジ
- LOVE（映像作品『We are KinKi Kids Dome Concert 2016-2017 TSUYOSHI & YOU & KOICHI』に堂本のセルフカバーを収録）
- ともだち（ドラマ「ガッコの先生」挿入歌） - 坂本九のカバー
- 涙くんさよなら（ドラマ「ガッコの先生」挿入歌） - 坂本九のカバー
- 桃（映像作品『LIVE ROSSO E AZZURRO』に収録）
- 昴 -すばる-（TBS系『JNN50周年記念 歴史大河スペクタクル 唐招提寺1200年の謎〜天平を駆けぬけた男と女たち』主題歌） - 谷村新司の楽曲のカバー[137]

### 提供曲
- LOVEXXXX（ジャニーズJr.、作詞のみ。映像作品『We are KinKi Kids Dome Concert 2016-2017 TSUYOSHI & YOU & KOICHI』にセルフカバーを収録）
- 君に会えた十二月（岡田准一、映像作品『風雲再起近畿小子2001台北演唱會 〜KinKi Kids Returns! 2001 Concert Tour in Taipei〜』にセルフカバーを収録）
- Regress of Progress（二宮和也、共作）
- 離さないで愛（亀梨和也、KAT-TUNの23枚目のシングル「Dead or Alive」初回限定版2に収録）
- 虜（今井翼、映像作品『TSUBASA IMAI ☆Dance and Rock★ Tour'09 初回限定盤』のBONUS CDに収録）
- キュートンポージング曲 （2011年、TV番組「あらびき団」内企画「キュートンプロジェクト」を通じて、お笑いパフォーマンスユニット「キュートン」へ提供された楽曲。未作品化）
- 桃色空（ピンクゾラ）（ももいろクローバーZの4枚目のアルバム『白金の夜明け』に収録）[注釈 7] - 作詞・作曲・編曲・ギター演奏を担当[139]
- You…（A.B.C-Z座長舞台『ABC座 ジャニーズ伝説2019』へ提供。A.B.C-Zのベストアルバム『BEST OF A.B.C-Z』に収録[140]、映像作品『KinKi Kids Concert Tour 2019-2020 ThanKs 2 YOU』に「YOU... 〜ThanKs 2 YOU〜」のタイトルで、KinKi Kidsのカバーを収録） - 作詞・作曲・コーラス担当[141]。
- しすてむ（2019年、TV番組『FNS歌謡祭』の番組45周年を記念したオリジナルソングを放送内で制作し「堂本剛FUNK同好会」メンバーと共に披露した。） 作詞・作曲・ギター演奏・ボーカルを担当[142]
- あなたとアナタ（feat．Tsuyoshi　Domoto）（MISIAのベストアルバム『MISIA SOUL JAZZ BEST 2020』に収録） - ボーカルとしても参加[143]
- 前のめリズム（2020年、TV番組 NHK Eテレ『シャキーン!』内の『シャキーン!ミュージック』へ提供。アルバム『目覚めろ』に収録[144]。）- 作詞・作曲を担当[145]
- flavor（2023年、鈴木雅之のアルバム『SOUL NAVIGATION』に収録） - 作詞・作曲[146]
- Never Ending Love（2023年、SixTONESのシングル『CREAK』に収録、ジェシーソロ曲） - 作詞・作曲[147]
- Crazy in love（2024年、木村拓哉のアルバム『SEE YOU THERE』に収録） - 作詞・作曲、編曲（Gakushiと共同）[148]
- LLL（2025年、原因は自分にある。のアルバム『核心触発イノベーション』に収録予定。配信シングルとして先行配信）[149]

### 映像作品
|      | 発売日         | タイトル                                         | 名義         | 形態/品番 | 備考 |
| ---- | -------------- | ------------------------------------------------ | ------------ | --- | --- |
| 1st  | 2003年1月8日   | LIVE ROSSO E AZZURRO                             | 堂本剛       | 【DVD】JEBN-0012 【VHS】JEVN-0035                                                                                       | |
| 2nd  | 2005年4月6日   | TSUYOSHI DOMOTO 2nd Live ［si:］ 〜FIRST LINE〜  | 堂本剛       | 【DVD(初回盤)】JEBN-0031/32 【DVD(通常盤)】JEBN-0033/34 【VHS】JEVN-0047                                                | オリコンDVD総合週間ランキング第1位。 |
| 3rd  | 2007年2月14日  | 胸宇宙 ENDLICHERI☆ENDLICHERI Documentary         | E☆E          | 【DVD(期間生産限定商品)】JEBR-0001                                                                                      | プロジェクト始動から、ライブ「The Rainbow Star」全100回公演を追ったドキュメンタリーDVD。オリコンDVD総合週間ランキング第1位。 |
| 4th  | 2007年3月14日  | 不完全 FUNKY WHITE DRAGON                        | E☆E          | 【DVD(完全初回限定盤)】JEBR-0002 - 04 【DVD(通常盤)】JEBR-0005/06                                                       | 横浜みなとみらい21特設会場で行ったライブ「The Rainbow Star」のDVD。 |
| 5th  | 2009年3月11日  | エンドリケリー LIVE DVD                          | 244 ENDLI-x  | 【DVD】JEBR-0007/08 | 全国ツアー「244 ENDLI-x LIVE TOUR '08 “I and 愛”」 全27公演、そして1日限りのイベント「WATERIZE」を含む、全28公演を追ったライブ&ドキュメントDVD。 |
| 6th  | 2010年6月30日  | 薬師寺                                           | 堂本剛       | 【2DVD+CD(初回盤)】JEBR-0009 - 11 【2DVD(通常盤)】JEBR-0012/13                                                          | 2009年7月10日・11日に行われた、世界遺産・薬師寺でのライブ映像およびドキュメントをまとめたDVD。オリコンDVD総合週間ランキング第1位（2010年7月21日付）。 |
| 7th  | 2012年8月22日  | 平安神宮公演2011 限定特別上映 平安結祈 heianyuki | 堂本剛       | 【2DVD】JEBR-0014/15 【Blu-ray】JEXR-0001                                                                               | |
| 8th  | 2013年6月12日  | shamanippon -ラカチノトヒ-                       | 堂本剛       | 【2DVD(初回盤)】JEBR-0016/17 【2DVD(通常盤)】JEBR-0018/19                                                               | |
| 8th  | 2014年1月15日  | shamanippon -ラカチノトヒ-                       | 堂本剛       | 【Blu-ray】JEXR-0002 | |
| 9th  | 2014年1月15日  | 平安神宮ライブ2012 ヒ ト ツ                      | 堂本剛       | 【DVD】JEBR-0020 【Blu-ray】JEXR-0004                                                                                   | |
| 10th | 2014年8月20日  | 平安神宮ライブ2013 HEIAN FUNK                    | 堂本剛       | 【DVD】JEBR-0021 【Blu-ray】JEXR-0005                                                                                   | |
| 11th | 2016年6月8日   | TSUYOSHI DOMOTO TU FUNK TUOR 2015                | 堂本剛       | 【DVD(初回盤)】JEBR-0022/23 【DVD(通常盤)】JEBR-0024/25 【Blu-ray(初回盤)】JEXR-0006/7 【Blu-ray(通常盤)】JEXR-0008/9   | |
| 12th | 2019年4月10日  | 東大寺LIVE2018                                   | 堂本剛       | 【DVD】JEBR-0026 【Blu-ray】JEXR-0010                                                                                   | |
| 13th | 2019年9月25日  | ENDRECHERI TSUYOSHI DOMOTO LIVE TOUR 2018        | ENDRECHERI   | 【DVD】JEBR-0027/8 【Blu-ray】JEXR-0011/2                                                                               | |
| 14th | 2020年9月16日  | 堂本 剛 祈望 平安神宮 奉納演奏史 2014-2019       | 堂本剛       | 【DVD】JEBT-0005/9 【Blu-ray】JEXT-0005/9                                                                               | 完全受注生産限定・通販限定 |
| 15th | 2021年1月27日  | ENDRECHERI TSUYOSHI DOMOTO LIVE TOUR 2019        | ENDRECHERI   | 【DVD(初回盤)】JEBR-0031/2 【DVD(通常盤)】JEBR-0033/4 【Blu-ray(初回盤)】JEXR-0015/6 【Blu-ray(通常盤)】JEXR-0017/8     | 2019年のツアー「ENDRECHERI TSUYOSHI DOMOTO」全17公演より千秋楽の大阪フェスティバルホール公演を収録。初回盤には初日の横浜アリーナ公演から4曲、通常盤には大阪フェスティバルホール公演から「Mr.地引網」誕生の秘密が解明される「MC at Festival HALL」を収録。 オリコンDVD総合週間ランキング第1位（2021年2月8日付）。 |
| 16th | 2021年10月13日 | 平安神宮 奉納演奏 二〇二〇                       | 堂本剛       | 【DVD(初回盤)】JEBR-0035 【DVD(通常盤)】JEBR-0036 【Blu-ray(初回盤)】JEXR-0019 【Blu-ray(通常盤)】JEXR-0020             | 2020年9月に配信された自身初の無観客ライブ映像に、本人自ら再編集を加えてリリース。オリコン「ミュージックDVD・BD ランキング」で初登場第1位。 |
| 17th | 2022年8月24日  | ENDRECHERI TSUYOSHI DOMOTO LIVE 2021             | ENDRECHERI   | 【DVD(初回盤)】JEBR-0037/38 【DVD(通常盤)】JEBR-0039 【Blu-ray(初回盤)】JEXR-0021/22 【Blu-ray(通常盤)】JEXR-0023       | 「週間ミュージックDVD・BDランキング」で初登場1位。ソロアーティストによる「ミュージックDVD・BD通算1位獲得作品数」が歴代1位となった。 |
| 18th | 2023年8月18日  | .ENDRECHERI. TSUYOSHI DOMOTO LIVE 2022           | .ENDRECHERI. | 【DVD(初回盤)】JEBR-0040/41 【DVD(通常盤)】JEBR-0042/43 【Blu-ray(初回盤)】JEXR-0024/25 【Blu-ray(通常盤)】JEXR-0026/27 | 「週間ミュージックDVD・BDランキング」で1位を獲得した。初週売上1.9万枚(DVD：0.4万枚、BD：1.5万枚)を記録。これで4作連続・通算7作目の1位獲得となり、ソロアーティストによる「ミュージックDVD・BD通算1位獲得作品数」記録、歴代1位タイから歴代単独1位とした。                                                          |

### タイアップ
| 曲名                   | タイアップ                                                                     |
| ---------------------- | ------------------------------------------------------------------------------ |
| ひとりじゃない         | 日本テレビ系ドラマ『金田一少年の事件簿（第1シーズン）』主題歌                  |
| 見上げてごらん夜の星を | TBS系ドラマ『ガッコの先生』挿入歌                                              |
| 街                     | TBS系ドラマ『夢のカリフォルニア』主題歌                                        |
| ORIGINAL COLOR         | TBS系ドラマ『ホームドラマ!』主題歌                                             |
| 瞬き                   | TBS系ドラマ『天魔さんがゆく』主題歌                                            |
| Welcome to SHAMANIPPON | TBS系ドラマ『天魔さんがゆく』オープニングテーマ                                |
| 電                     | TBS系ドラマ『天魔さんがゆく』挿入歌                                            |
| 縁を結いて             | 日本テレビ系『スッキリ!!』エンディングテーマ 近畿日本鉄道 近鉄特急発車メロディ |
| Nijiの詩               | テレビ朝日系『お願い!ランキング』エンディングテーマ                            |
| 前のめリズム           | NHK Eテレ『シャキーン!』                                                       |
| 街（movie ver.）       | 映画『まる』主題歌                                                             |

| 曲名             | タイアップ                                                    |
| ---------------- | ------------------------------------------------------------- |
| The Rainbow Star | 日本テレビ系『音楽戦士 MUSIC FIGHTER』6月期オープニングテーマ |

| 曲名                                | タイアップ                                            |
| ----------------------------------- | ----------------------------------------------------- |
| one more purple funk… -硬命 katana- | dTVオリジナルドラマ『銀魂2 -世にも奇妙な銀魂ちゃん-』 |

| 曲名                 | タイアップ                                     |
| -------------------- | ---------------------------------------------- |
| .ENDRECHERI. Brother | 「ストリートアートの進化と革命」展テーマソング |
| super special love   | ABEMAオリジナルドラマ『死ぬほど愛して』主題歌  |

## 出演

### テレビ番組
堂本直宏名義
- 2時のワイドショー（1987年8月、よみうりテレビ）
- -TV MAGAZINE- 晴れ時々たかじん（1989年3月、朝日放送）
- ワンパクテレビ局（1989年秋、よみうりテレビ） - 番組の司会を担当し、キダ・タローとも共演。

堂本剛名義
- なるほど!ザ・ワールド（1995年5月 - 12月、フジテレビ）
- 堂本剛のDO-YA!（1996年10月1日 - 1997年9月30日、朝日放送）
- つよチャン堂本舗（1999年3月29日 - 9月27日、日本テレビ）
- 堂本剛の正直しんどい（2002年10月9日 - 2009年9月30日、テレビ朝日）
  - 堂本剛の朝までしんどい（2006年1月6日、テレビ朝日）
  - 堂本剛の朝までしんどい（2007年1月3日、テレビ朝日）
  - 朝までしんどい（2008年1月2日、テレビ朝日）

- 堂本剛ドキュメント!（2006年5月3日、テレビ朝日）
- ENDLI☆TV（2007年4月3日、フジテレビ）
- 堂本剛、心呼吸。ふるさと奈良を歩く（2008年4月12日、奈良テレビ）
- 24CH△NNEL（2009年10月7日 - 2010年3月31日、テレビ朝日）
- ココロ見→堂本剛のココロ見（2010年9月25日 - 2014年2月27日、NHK教育→NHK BSプレミアム）
- トーキョーライブ24時 〜ジャニーズが生で悩み解決できるの!?〜（2014年4月3日・4月10日、テレビ東京） - 木曜担当MC
- 堂本剛のやからね（2014年4月12日・9月14日、2015年1月2日・4月2日・8月1日・11月29日、2016年1月3日・3月19日・7月23日・12月9日、2017年3月3日・6月9日・11月3日、2018年1月26日・3月30日、MBS）
- トーキョーライブ22時 〜ニチヨルまったり生放送中〜（2014年10月19日 - 2015年9月27日、テレビ東京）
- 〜突撃!はじめましてバラエティ〜イチゲンさん（2015年10月 - 2017年3月19日、テレビ東京）
- スペースツヨシの地球人を吸い上げてみたら（2021年11月27日、テレビ東京）
- 堂本剛の今夜はやり過ごさナイト（2023年1月22日・29日・8月28日、関西テレビ）
- ENDRECHERI MIX AND YOU（2023年3月18日 - 6月25日、フジテレビTWO） - 月1回放送
  - ENDRECHERI MIX AND YOU season2（2023年12月10日 - 2024年2月11日、フジテレビTWO） - 月1回放送

### テレビドラマ
堂本直宏名義
- 若大将天下ご免! 第31話「皿ごと毒を喰った女!」（1987年7月、テレビ朝日） - 若君の子供時代 役
- 妻そして女シリーズ（毎日放送）
  - (19) 心霊ドラマスペシャル(4)「悪夢の後」（1987年8月17日 - 8月28日）
  - (31)「砂上の家族」（1988年9月26日 - 11月25日） - レギュラー出演
  - (42)「命みじかく〜またママの子になりたい」 第11話 - 第37話（1990年2月5日 - 3月30日） - レギュラー出演

- ダウンタウン物語 第3話（1987年10月20日、毎日放送） - 浜田雅功の子ども時代 役
- 京都サスペンス ほたる草心中（1987年12月14日、関西テレビ） - ひろし 役
- 1・2・3と4・5・ロク（1988年7月、関西テレビ） - ゲスト出演
- 部長刑事（1989年2月、朝日放送） - ゲスト出演
- 新・部長刑事 アーバンポリス24（1989年、朝日放送） - ゲスト出演
- ハートに火をつけて!（1989年、フジテレビ）
  - ハートに火をつけて!〜メイキング（1989年、フジテレビ）

- 田園のエイリアン（1989年7月、関西テレビ）
- 土曜ドラマ「別の愛」（1990年1月6日 - 1月13日、NHK総合）
- 魔鏡（1990年5月7日 - 5月11日、関西テレビ）
- 参上! 天空剣士 第9話「超能力少年・犬千代」（1990年5月27日、テレビ東京） - 犬千代 役

堂本剛名義
- 連続テレビ小説かりん 第150・151話（1994年4月1日・2日、NHK） - 田上和則 役
- 人間・失格〜たとえばぼくが死んだら〜（1994年7月8日 - 9月28日、TBS） - 大場誠 役
- 愛と野望の独眼竜 伊達政宗（1995年1月1日、TBS） - 梵天丸 役
- セカンド・チャンス（1995年4月14日 - 6月30日、TBS） - 藤井渡 役
  - 帰ってきたセカンド・チャンス（1996年12月20日、TBS） - 野田渡 役

- 家なき子2 最終回（1995年7月8日、日本テレビ） - 金田一一 役（特別出演) (ノンクレジット)
- 金田一少年の事件簿シリーズ（日本テレビ） - 主演・金田一一 役
  - 学園七不思議殺人事件（1995年4月8日）
  - 第1シリーズ（1995年7月15日 - 9月16日）
  - 雪夜叉伝説殺人事件（1995年12月30日）
  - 第2シリーズ（1996年7月13日 - 9月14日）
  - 永久保存版 金田一少年の事件簿（1996年9月21日）
  - お笑い 金田一少年の事件簿（1997年4月12日）

- 誰かが誰かに恋してる（1996年3月29日、TBS） - 河村冬樹 役
- 若葉のころ（1996年4月12日 - 6月28日、TBS） - 主演・相沢武司 役
- ぼくらの勇気 未満都市（1997年10月18日 - 12月20日、日本テレビ） - 主演・タケル 役
  - ぼくらの勇気 未満都市2017 （2017年7月21日、日本テレビ）- 主演・タケル（滝川 尊） 役

- 青の時代（1998年7月3日 - 9月11日、TBS） - 主演・安積リュウ 役
- 君といた未来のために 〜I'll be back〜（1999年1月16日 - 3月20日、日本テレビ） - 主演・堀上篤志 役
- to Heart 〜恋して死にたい〜（1999年7月2日 - 9月17日、TBS） - 主演・時枝ユウジ 役
- P.S. 元気です、俊平（1999年6月24日 - 9月16日、TBS） - 時枝ユウジ 役（特別出演）
- Summer Snow（2000年7月7日 - 9月15日、TBS） - 主演・篠田夏生 役
- 向井荒太の動物日記 〜愛犬ロシナンテの災難〜（2001年1月3日 - 3月17日、日本テレビ） - 主演・向井荒太 役
- ルーキー! 最終話（2001年6月26日、関西テレビ） - CDの万引き犯 役（特別出演）
- ガッコの先生（2001年10月7日 - 12月16日、TBS） - 主演・桜木仙太郎 役
- 夢のカリフォルニア（2002年4月12日 - 6月28日、TBS） - 主演・山崎終 役
- 元カレ（2003年7月6日 - 9月7日、TBS） - 主演・柏葉東次 役
- ホームドラマ!（2004年4月16日 - 6月25日、TBS） - 主演・井坂将吾 役
- ラスト・プレゼント（2005年6月11日、テレビ朝日） - 主演・神崎健児 役（菅野美穂とW主演）
- 星に願いを〜七畳間で生まれた410万の星〜（2005年8月26日、フジテレビ） - 主演・大平貴之 役
- 33分探偵シリーズ（フジテレビ） - 主演・鞍馬六郎 役
  - 33分探偵（2008年8月2日 - 2008年9月27日）
  - 帰ってくるのか!?33分探偵（2009年3月21日）
  - 帰ってこさせられた33分探偵（2009年3月28日 - 4月18日）

- 天魔さんがゆく（2013年7月15日 - 9月23日、TBS） - 主演・法界天魔 役
- プラトニック（2014年5月25日 - 7月13日、NHK BSプレミアム） - 青年 役

### 映画
堂本直宏名義
- 夕空晴れて（1988年公開、教育映画）
- ぼくと仔犬のわんぱく大事件（1988年7月6日公開、共和教育映画社）
- 女帝 春日局（1990年1月20日公開、東映：京都撮影所） - 七之丞 役

堂本剛名義
- 200X年・翔（1992年11月14日公開、ヒューマックス）
- シュート!（1994年3月12日公開、松竹）
- 金田一少年の事件簿 上海魚人伝説（1997年12月公開、東宝） - 主演・金田一一 役
- ファンタスティポ（2005年2月公開、ジェイ・ストーム） - 主演・鯉之堀ハイジ 役（国分太一とW主演）
- 堂本剛 平安神宮公演2011 限定特別上映 平安結祈 heianyuki（2012年2月24日 - 3月11日まで期間限定公開）
- ラッシュ プライドと友情（2014年2月7日公開、ギャガ） - 主役・ニキ・ラウダ〈ダニエル・ブリュール〉 役（吹き替え）
- 銀魂（2017年7月14日公開、ワーナー・ブラザース映画） - 高杉晋助 役
  - 銀魂2 掟は破るためにこそある（2018年8月17日公開、ワーナー・ブラザース映画） - 高杉晋助 役

- まる（2024年10月18日公開、アスミック・エース） - 主演・沢田 役

### Web配信番組
- 堂本剛の素（2018年4月13日 - 2018年5月18日〔全6回〕、GYAO!）[183]
- つよしP（2022年3月26日 - 9月27日〔全26回〕、GYAO!）[184][185]
- つよしP シーズン2（2023年7月8日 - 、Yahoo! JAPAN）[186]

### 舞台・ミュージカル
堂本直宏名義
- おんな京暦 すえひろ物語
  - （1987年6月2日 - 6月25日、京都四条・南座六月特別公演、全41回公演）
  - （1988年6月 - 、名古屋・岡山・広島・久留米・福岡・大分の7か所全17回公演）

- お葬式（1987年9月）
- 王様と私（1988年12月2日 - 12月27日、大阪・新歌舞伎座）
- 北島三郎特別公演 / 岡田茉莉子特別公演
  - 演目「あばれ無法松」（1989年3月・梅田コマスタジアム、6月2日 - 29日・新宿コマ劇場）

- 北島三郎特別公演
  - 演目「どぶろくの辰」（1990年3月2日 - 29日・新宿コマ劇場、6月・梅田コマスタジアム）

堂本剛名義
- ANOTHER（1993年8月6日 - 8月24日）
- 花影の花 -大石内蔵助の妻-（1995年10月、東京宝塚劇場）

### ラジオ
堂本直宏名義
- おはようパーソナリティ道上洋三です（1988年1月、朝日放送）「こどもの詩」のコーナーに出演
- FMシアター（1988年6月、NHK京都）ラジオドラマに出演

堂本剛・他名義
- E☆E RADIO cosmology （2007年4月 - 2007年6月、FM-FUJI） - ENDLICHERI☆ENDLICHERI 名義
- TSUYOSHI'S RADIO LOVE-DHA!（2008年1月 - 2008年9月、FM-FUJI）
- 244 ENDLI-x produce BOOTLEG RADIO（2008年3月 - 2009年2月、fmOsaka） - 244ENDLI-x 名義
- FUNKY SPACE SICKNESS（2008年10月 - 2009年2月、bayfm） - 244ENDLI-x 名義
- BIGAKU＝FUNK（2009年3月 - 2009年6月、fmOsaka） - 剛紫 名義
- 美我空（2009年3月 - 2009年6月、bayfm） - 剛紫 名義
- 堂本 剛 と「Fashion & Music Hall」（2009年7月 - 2010年9月、fmOsaka）
- 堂本 剛 とFashion & Music Book（2009年7月 - 放送中、bayfm）
- 堂本剛のラジオ（2012年5月 - 7月、fmOsaka）
- .ENDRECHERI./堂本剛のオールナイトニッポン（2025年1月14日、ニッポン放送） - パーソナリティ

### CM
堂本直宏名義
- もやしのCM
- 「のりお君の夏休み日記」（1987年12月）
- 萬年社「アーバンリゾート」（1988年3月）
- 大塚化学「マイクロマジック」（1988年3月）
- ナショナル住宅産業株式会社（1988年5月、広告・パンフ・スチルのみ）
- 「PHP研究所・松下電器」の70周年の企業PV（ヴィジュアル・プロモーション（1988年10月）

堂本剛名義
- 資生堂「GERAID」シリーズ（1999年3月 - 2001年9月）
- 森永製菓
  - 「ハイチュウ」（2005年 - 2007年）
  - 「つぶつぶハイチュウ」（2007年）

- 旭化成「ハイリキ旬果搾り」（レモン・グレープフルーツ、2002年3月 - 9月）
- ニンテンドー ゲームキューブ「ドンキーコングジャングルビート」（2004年12月 - 2005年1月）
- ダイハツ工業「ダイハツ・ビーゴ」（2006年1月 - ）
- ドワンゴ「Sankaku着ボイス」（2007年6月 - 、声のみの出演）
- adidas japan「adidas Originals キャンペーン」イメージキャラクター（2010年2月 - ）

### ライブ・イベント
- 楽天世界遺産劇場 第13回 飛鳥・石舞台（2010年5月14日、国営飛鳥歴史公園石舞台地区）[197][198]
- VOICES meets Romantic Beat - Pray for Stars -（2011年7月5日、東京国際フォーラム） - スペシャルゲスト[199]
- テレビ朝日ドリームフェスティバル
  - テレビ朝日ドリームフェスティバル 2013（2013年9月21日、国立代々木競技場第一体育館）[114]
  - テレビ朝日ドリームフェスティバル2024（2024年9月16日、幕張メッセ4〜7ホール）[200]
- サマーソニック
  - SUMMER SONIC 2018（2018年8月18日、舞洲 SONIC PARK / 8月19日、幕張メッセ）[注釈 8]
  - SUMMER SONIC 2019（2019年8月18日、舞洲 SONIC PARK）[204][注釈 9][206]
  - SUMMER SONIC 2022（2022年8月21日、ZOZOマリンスタジアム＆幕張メッセ）[207]
- イナズマロックフェス（2018年9月24日、草津市烏丸半島芝生広場 雷神STAGE）[注釈 10][209]
- LOVE SUPREME JAZZ FESTIVAL JAPAN 2023（2023年5月13日、秩父ミューズパーク） - サプライズ出演[210][211]
- 東大寺開山良弁僧正1250年御遠忌慶讃 MISIA PEACEFUL PARK Dialogue for Inclusion 2023（2023年10月8日、東大寺野外特設会場）[212]
- ENDRECHERI MIX AND YOU FES（2024年2月24日、ぴあアリーナMM） - 自身主催のフェス[42][43]
  - ENDRECHERI MIX AND YOU FES（2025年2月24日、ぴあアリーナMM）[213]
- KOBE MELLOW CRUISE 2024（2024年5月26日、メリケンパーク）[214]
- PURE喜利（2024年6月10日、TOKYO DOME CITY HALL）[215][216]
- Blue Note JAZZ FESTIVAL（2024年9月21日、有明アリーナ）[131][217]
- GFEST.2024（2024年10月12日、Gメッセ群馬）[218]
- LIVE AZUMA 2024（2024年10月20日、福島県あづま総合運動公園）[219][220]
- BREI Ⅱ MEN TOUR 2024（2024年11月22日予定、なんばHatch）[221]
  - BREIMEN 2DAYS LIVE in TOKYO -1・2・3・4・5-（2025年6月13日、Spotify O-EAST）[222]
- Act Against Anything VOL.3『THE VARIETY 29』（2024年12月1日、日本武道館）[223][224]
- GREENROOM FESTIVAL 20th Anniversary（2025年5月25日、横浜赤レンガ倉庫）[225]
- OSAKA GIGANTIC MUSIC FESTIVAL 2025（2025年7月19日予定、万博記念公園）[226]

## 単独ライブ・イベント
| 公演日程 | 公演日程            | 形態             | タイトル                                                                  | 名義         | 公演数                                             | 会場 | 備考 |
| -------- | ------------------- | ---------------- | ------------------------------------------------------------------------- | ------------ | -------------------------------------------------- | --- | --- |
| 2002年   | 7月24日 - 8月14日   | ツアー           | TSUYOSHI DOMOTO LIVE "ROSSO E AZZURRO"                                    | 堂本剛       | 全12公演 16万5000人動員                            | 横浜アリーナ、名古屋レインボーホール、大阪城ホール | もっとミュージシャンとして成長してからやりたかったという思いから、本人曰く「不十分だったツアー」。ダンスや派手な演出は封印し、ソロアルバム『ROSSO E AZZURRO』から「街」や「溺愛ロジック」など15曲を披露。40分以上のMCコーナーもあった。 |
| 2004年   | 8月11日 - 9月5日    | ツアー           | TSUYOSHI DOMOTO 2nd LIVE [si;] 〜FIRST LINE〜                             | 堂本剛       | 全11公演 （追加2公演）                             | さいたまスーパーアリーナ、横浜アリーナ、名古屋レインボーホール、大阪城ホール | 「FIRST LINE」は、剛本人が初めて自分の思い通りのことができ、そういう意味でのスタートラインという思いを込めて名付けられた。横浜公演では、FC会員を対象に有料でリハーサルを公開した。また、全公演にステージ上に「スーパーシート」を作り、「スーパーシート・バージョンアップ」と銘打ち、当日来場した観客の席番号を抽選し会場ロビーに掲載、その対象座席の観客に対し、通常の座席とは違い、ステージの間近かつ左右に回転する特別な座席を用意した。またこのライブよりサポートメンバーを一新し、後の活動にも続くメンバー編成となった。MCでは剛がステージ上で本音を語ることを始めた。 |
| 2006年   | 3月19日 - 10月29日  | ライブ           | The Rainbow Star                                                          | E☆E          | 全100公演 （追加30公演、 再追加24公演） 27万人動員 | 横浜みなとみらい21特設会場 「The Endli. Water Tank」 | 敷地面積1万平方メートル、ホール面積8000平方メートルの特設会場（2706人収容）で、アルバム『Coward』を引っさげ、3月19日から5月21日まで46公演、7月5日から8月20日まで追加公演として30公演、そして秋にも再追加公演を行い、公演数は7か月にわたって合計100回に達した。全て自らプロデュースし、会場全体を巨大な水槽に見立て、ロビーはライブチケットがなくても入場可能とし、3月15日にはソメイヨシノを敷地内に植樹した。 |
| 2006年   | 7月2日              | イベント         | ENDRICHERI☆ENDLICHERIファンミーティング                                   | E☆E          | 全1公演                                            | 六本木ヒルズアリーナ | シングル『The Rainbow Star』購入者の中から抽選で1600人が招待され、アンケートをとって今後の活動についてアイデアを出し合った他、CMプランナーの箭内道彦を交えてのトークなど1時間半にわたって行われた。 |
| 2007年   | 2月23日 - 3月4日    | ライブ           | ENDLICHERI☆ENDLICHERI presents Funky Party 2007 「SparkLing Love」        | E☆E          | 全8公演                                            | 仙台市宮城野区特設会場 「endli9. fun9. la9」 （エンドリック・ファンク・レイク） | |
| 2007年   | 3月16日 - 6月24日   | ライブ           | ENDLICHERI☆ENDLICHERI presents Funky Party 2007 「Neo Africa Rainbow Ax」 | E☆E          | 全49公演                                           | お台場・青海J地区特設会場 「The ENDLI. WATER TANK 2」 | お台場の1万平方メートルの更地に縦50メートル×幅69メートル×高さ14メートルの巨大宇宙空間「The ENDLI・WATER TANK2」（剛が命名）を創出し、その中のマザーシップ（宇宙船）でライブを行った。ライブのテーマも“宇宙”。 |
| 2007年   | 6月22日, 6月25日    | ライブ           | ENDLICHERI☆ENDLICHERI presents LOVE☆Event HIGHER in JAPAN!!!              | E☆E          | 全2公演                                            | お台場・青海J地区特設会場 「The ENDLI. WATER TANK 2」 | ヘアショーなどのパフォーマンスを取り入れたE☆EによるLiveの他に、雅楽師・東儀秀樹とのコラボLive、オノ・ヨーコ、福山雅治ら、他アーティストからの作品提供なども話題となった。6月25日に行われたイベントの模様はアルバム「I AND 愛 (Limited Edition A)」に収録。 |
| 2008年   | 3月29日 - 5月25日   | ツアー           | ENDLICHERI☆ENDLICHERI presents 「244 ENDLI-x LIVE TOUR '08 “I and 愛”」   | 244 ENDLI-x  | 全27公演                                           | Zepp Sapporo、Zepp Sendai、仙台市体育館、郡山Hip Shot Japan、赤坂BLITZ、SHIBUYA-AX、横浜アリーナ、NIIGATA LOTS、Zepp Nagoya、なんばHatch、大阪城ホール、なら100年会館、広島CLUB QUATTRO、広島グリーンアリーナ、Zepp Fukuoka                                                                               | これまではアリーナ級の会場や特設会場でしか公演を行ってこなかったが、初めてホールやライブハウス会場を巡業。ツアー途中でサポートメンバーが入れ替わっている。 |
| 2008年   | 5月26日             | ライブ           | ENDLICHERI☆ENDLICHERI presents 「WATERIZE」                               | 244 ENDLI-x  | 全1公演                                            | 赤坂BLITZ | 剛本人が「フェスティバル」と位置づけている、男性および男女ペアの観客を優先して入場させた企画ライブ。「WATERIZE」は、「REALIZE（現実化する）」を元に作られた造語で「水化する」という意味。前日まで行われたツアーとは異なる内容で、この日のみ新曲「Nijiの詩」も披露された。 |
| 2009年   | 4月9日 - 6月25日    | ツアー           | 美我空 - ビガク 〜 my beautiful sky TOUR                                  | 剛 紫        | 全26公演                                           | 北海道立総合体育センター、仙台サンプラザホール、東京・JCBホール、赤坂BLITZ、横浜アリーナ、Zepp Nagoya、日本ガイシホール、なんばHatch、大阪城ホール、なら100年会館大ホール、Zepp Fukuoka、熊本・BATTLE-STAGE                                                                                               | 堂本剛・ENDLICHERI☆ENDLICHERI(244 ENDLI-x)両名義からの楽曲は演奏されず、剛 紫名義の楽曲のみで構成。毎公演、アンコールでのジャムセッションが恒例となり、その一部は後のシングル「RAIN」にて音源化されている。 |
| 2009年   | 7月10日 - 7月11日   | ライブ           | 2009 薬師寺LIVE                                                           | 堂本剛       | 全2公演 8000人動員                                 | 奈良・薬師寺大講堂特設舞台 | 史上初めて大講堂の前にステージを作り、「ソメイヨシノ」「空 〜美しい我の空」など11曲を披露した。 |
| 2009年   | 8月15日 - 8月20日   | ツアー           | ENDLICHERI☆ENDLICHERI LIVE 「CHERI 4 U」                                  | E☆E          | 全4公演                                            | 国立代々木競技場 第一体育館、神戸ワールド記念ホール | |
| 2009年   | 10月3日 - 11月29日  | ツアー           | ENDLICHERI☆ENDLICHERI LIVE 「CHERI 4 U」                                  | E☆E          | 全6公演                                            | 北海道立総合体育センター、宮城 セキスイハイムスーパーアリーナ、朱鷺メッセ、広島グリーンアリーナ、大分ビーコンプラザ | 10月2日宮城公演は、会場設営の関係上、公演中止となる。 |
| 2010年   | 7月9日 - 7月10日    | ライブ           | 薬師寺公演 2010                                                           | 堂本剛       | 全2公演 8000人動員                                 | 奈良・薬師寺大講堂特設舞台 | 「ソメイヨシノ」「春涙」など全10曲を披露し、ラストでは幅41m×高さ17mの大講堂に地元である奈良を描いたイラストや自身を撮影した写真を映し出す演出が行われた。 |
| 2010年   | 8月8日 - 8月29日    | ライブ           | ENDLICHERI☆ENDLICHERI LIVE 「CHERI E」                                    | E☆E          | 全7公演                                            | 北海道立総合体育センター、国立代々木競技場 第一体育館、日本ガイシスポーツプラザ ガイシホール、大阪城ホール、マリンメッセ福岡 | |
| 2010年   | 10月6日 - 10月7日   | ライブ           | 平安神宮公演 2010                                                         | 堂本剛       | 全2公演                                            | 京都・平安神宮 特設舞台 | |
| 2011年   | 6月3日 - 6月5日     | ツアー           | 堂本剛LIVE「十人十色」                                                    | 堂本剛       | 全3公演                                            | なら100年会館 | |
| 2011年   | 9月16日 - 9月18日   | ツアー           | 堂本剛LIVE「十人十色」                                                    | 堂本剛       | 全3公演                                            | 福島・會津風雅堂、仙台サンプラザホール、奥州市文化会館Zホール | |
| 2011年   | 9月2日 - 9月4日     | ライブ           | 堂本剛平安神宮公演 2011                                                   | 堂本剛       | 全3公演                                            | 京都・平安神宮 特設舞台 | 翌年、ライブ映像が「堂本剛 平安神宮公演2011 限定特別上映 平安結祈 heianyuki」として、2月24日 - 3月11日の期間限定でTOHOシネマズにて上映された。 |
| 2011年   | 10月22日 - 10月24日 | ライブ           | 堂本剛LIVE「十人十色 水声 〜suisei」                                      | 堂本剛       | 全3公演                                            | なら100年会館 | |
| 2012年   | 5月29日 - 7月29日   | ライブ           | shamanippon 〜ラカチノトヒ〜                                              | 堂本剛       | 全41公演                                           | shamanippon ship | |
| 2012年   | 9月14日 - 9月16日   | ライブ           | 堂本剛 2012 平安神宮ライブ                                                | 堂本剛       | 全3公演                                            | 京都・平安神宮 特設舞台 | |
| 2013年   | 5月8日              | イベント         | カバ Premium Event                                                        | 堂本剛       | 全1公演 100人動員                                  | Motion Blue yokohama | 約1万5000通の応募から選ばれた50組100人が招待され、アルバムの中から「はじまりはいつも雨」など全4曲が披露された。 |
| 2013年   | 9月13日 - 9月15日   | ライブ           | 堂本剛 2013 平安神宮ライブ                                                | 堂本剛       | 全3公演                                            | 京都・平安神宮 特設舞台 | |
| 2014年   | 8月8日 - 10月3日    | ライブ           | FUNK 詩謡夏私乱                                                           | 堂本剛       | 全11公演                                           | なら100年会館大ホール、渋谷公会堂、大阪フェスティバルホール、日本特殊陶業市民会館フォレストホール、東京国際フォーラム ホールA | |
| 2014年   | 9月5日 - 9月7日     | ライブ           | 堂本剛 2014 平安神宮ライブ                                                | 堂本剛       | 全3公演 1万5000人動員                              | 京都・平安神宮 特設舞台 | 「赤い鼓動のHeart」など新曲を含む全9曲を披露。「街」は、この公演のために歌詞を一部書き直し歌われた。 |
| 2015年   | 7月15日 - 10月9日   | ライブ           | TU FUNK TUOR 2015                                                         | 堂本剛       | 全9公演                                            | 大阪城ホール、渋谷公会堂、なら100年会館大ホール、名古屋国際会議場 センチュリーホール、東京国際フォーラム ホールA | |
| 2015年   | 9月11日 - 9月13日   | ライブ           | 平安神宮ライブ2015                                                        | 堂本剛       | 全3公演                                            | 京都・平安神宮 特設舞台 | |
| 2016年   | 2月18日 - 2月28日   | ライブ           | TU FUNK ALL STARS CON!CERT-TU                                             | 堂本剛       | 全13公演 1万7000人動員                             | Zeppブルーシアター六本木 | 同所で公演を行うのはジャニーズ初。ソロ公演では2004年以来となる1日2回公演も敢行。ステージ上にキツネの巨大オブジェを設置したほか、私物のローチェアや鹿の角も用意。初披露の新曲「T&U」、「偉 魂（エラソウル）」「I've found my voice」、「Break a bone FUNK」の4曲を含む計15曲を歌った。 |
| 2016年   | 8月26日 - 8月28日   | ライブ           | 平安神宮ライブ2016                                                        | 堂本剛       | 全3公演                                            | 京都・平安神宮特設舞台 | |
| 2018年   | 5月15日 - 7月30日   | ライブ           | ENDRECHERI TSUYOSHI DOMOTO                                                | ENDRECHERI   | 全15公演 （追加5公演）                             | 大阪 Zepp Osaka Bayside、東京 Zepp DiverCity、NHKホール、フェスティバルホール、名古屋国際会議場センチュリーホール、ロームシアター京都メインホール、仙台サンプラザホール、神奈川県民ホール大ホール、神戸国際会館こくさいホール                                                                             | |
| 2018年   | 8月31日 - 9月2日    | ライブ           | 堂本剛 平安神宮LIVE 2018                                                  | 堂本剛       | 全3公演 1万5000人動員                              | 京都・平安神宮特設会場 | 大極殿をバックにステージをライトアップし、ステージの前後方に設置された高さ20m×幅30m、総水量35トン の水柱カーテンが噴き上がる中、「空が泣くから」や「HYBRID FUNK」など全10曲を披露。2010年から開催してきた平安神宮でのライブは9月2日までで22公演、総動員数が11万人に達した。2002年からのソロ公演の総動員数も同日までで379公演、総動員数は150万人となった。 |
| 2018年   | 9月15日             | ライブ           | 堂本剛 東大寺LIVE 2018                                                    | 堂本剛       | 全1公演 約7000人動員                               | 奈良・東大寺 | 自身初となる東大寺・大仏殿前の特設ステージでの公演が実現。「街」など8曲を披露した。 |
| 2019年   | 5月8日 - 10月8日    | ライブ           | ENDRECHERI TSUYOSHI DOMOTO                                                | ENDRECHERI   | 全17公演 （追加5公演）                             | 横浜アリーナ、NHKホール、中野サンプラザ、フェスティバルホール、名古屋国際会議場センチュリーホール、神奈川県民ホール大ホール、Zepp DiverCity（東京）、Zepp Nagoya（愛知）、Zepp Namba（大阪） | |
| 2019年   | 9月13日 - 9月15日   | ライブ           | 堂本剛 平安神宮LIVE 2019                                                  | 堂本剛       | 全3公演                                            | | |
| 2020年   | 9月26日             | オンラインライブ | 堂本剛 平安神宮 奉納演奏                                                  | 堂本剛       | 全1公演                                            | | 事前に収録したライブ映像を有料配信。 |
| 2020年   | 10月13日            | オンラインライブ | ENDRECHERI TSUYOSHI DOMOTO                                                | ENDRECHERI   | 全1公演                                            | | 初の生配信有料ライブ。 |
| 2021年   | 8月18日 - 10月1日   | ツアー           | ENDRECHERI LIVE                                                           | ENDRECHERI   | 全24公演                                           | 舞浜アンフィシアター、神奈川県民ホール 大ホール、なら100会館 大ホール、仙台銀行ホール イズミティ21 大ホール、オリックス劇場、名古屋国際会議場 センチュリーホール | 10月1日の名古屋国際会議場センチュリーホールでツアーファイナル公演はJohnny's net オンラインで有料生配信された（見逃し配信は無し）。 |
| 2021年   | 9月3日 - 9月5日     | ライブ           | 堂本剛 平安神宮LIVE 2021                                                  | 堂本剛       | 全3公演                                            | 京都・平安神宮 | |
| 2022年   | 4月8日 - 5月30日    | ツアー           | ENDRECHERI TSUYOSHI DOMOTO                                                | ENDRECHERI   | 全17公演                                           | 舞浜アンフィシアター、名古屋国際会議場センチュリーホール、フェスティバルホール、神戸国際会館 こくさいホール、トークネットホール仙台（仙台市民会館）大ホール、けんしん郡山文化センター（郡山市民文化センター）大ホール、神奈川県民ホール 大ホール、白河文化交流館コミネス 大ホール、なら100年会館 大ホール | 2022年3月16日に発生した福島県沖を震源とする地震の影響により、5月10日のけんしん郡山文化センター（郡山市民文化センター）大ホールでの公演は中止され、5月20日の白河文化交流館コミネス 大ホールに変更された。 |
| 2022年   | 9月2日 - 9月4日     | ライブ           | 堂本剛 平安神宮 奉納演奏 2022                                             | 堂本剛       | 全3公演                                            | 京都・平安神宮 | 「ネガティブ ポジティブ」をテーマに、ソロデビュー曲「街」から最新曲の「最新曲「1111111 〜One Another’s Colors〜」まで、1時間弱にわたって歌唱された。また、照明や噴水、炎など演出も全て自身で監修し、日本国内で開発された世界に1つしかない最新の特殊照明「BEAMTWISTER」も導入された。 |
| 2023年   | 7月5日 - 8月8日     | イベント         | Erother_meeting Do more the E_FUNK                                        | .ENDRECHERI. | 全6公演                                            | 東京国際フォーラム、オリックス劇場 | ファンクラブ「funk love」始動後初のイベント。演奏だけでなく、ファンクの偉人を勉強する「ファンク講座」なども盛り込まれた。 |
| 2023年   | 9月1日 - 9月3日     | ライブ           | 堂本剛 平安神宮 奉納演奏 2023                                             | 堂本剛       | 全3公演                                            | 京都・平安神宮 | |
| 2023年   | 9月6日 - 9月29日    | ツアー           | .ENDRECHERI. LIVE 2023 END RE ME                                          | .ENDRECHERI. | 全9公演                                            | 神戸国際会館 こくさいホール、フェスティバルホール、日本特殊陶業市会館 フォレストホール、なら100年会館 大ホール、パシフィコ横浜 国立大ホール | さまざまな垣根を超えて自身の曲をたくさんの人に届けたいという想いから、剛が自らインターネットでリサーチしてオファーをした手話アーティストのペン子も出演し、剛の歌に合わせて手話を披露した。 |
| 2023年   | 10月10日 - 10月27日 | ツアー           | .ENDRECHERI. Ballad of FUNK                                               | .ENDRECHERI. | 全8公演                                            | 東京ガーデンシアター、TOKYO DOME CITY HALL、なら100年会館 | バラードLIVE。出演者はキーボーディストのGakushiと剛の2人だけで、「シンジルとウラギル」のピアノ、「愛詩雨」のアコースティックギターを弾きながらの演奏を除き、ほとんどの楽曲がキーボードの旋律に乗せて歌われた。 |
| 2024年   | 4月10日・11日       | ライブ           | .ENDRECHERI.「Birthday Premium Live」                                     | .ENDRECHERI. | 全2公演                                            | 東京ガーデンシアター | |
| 2024年   | 5月5日 - 6月30日    | ツアー           | .ENDRECHERI. LIVE TOUR 2024「RE」                                         | .ENDRECHERI. | 全11公演                                           | パシフィコ横浜 国立大ホール、オリックス劇場、神戸国際会館 こくさいホール、なら100年会館 大ホール、仙台サンプラザホール、ロームシアター京都 メインホール、Niterra日本特殊陶業市民会館 フォレストホール | Niterra日本特殊陶業市民会館フォレストホールでのFINAL公演がABEMA PPV ONLINE LIVEで独占生配信される。 |
| 2024年   | 8月30日 - 9月1日    | ライブ           | 平安神宮 奉納演奏2024                                                     | 堂本剛       | 全3公演                                            | 京都・平安神宮 | 14回目の奉納ライブとなるはずだったが、台風10号の接近にともない、全公演が中止となった。 |
| 2025年   | 2月7日              | イベント         | チョコッと大喜利〜僕らとカカオの大冒険〜                                  | .ENDRECHERI. | 全2公演                                            | | バレンタインイベント。 |
| 2025年   | 2月7日              | イベント         | チョコッとリハ体験 糖度244%                                               | .ENDRECHERI. | 全1公演                                            | | FC限定公演。 |
| 2025年   | 2月8日              | ライブ           | END RICH MILK CHOCOLATE                                                   | .ENDRECHERI. | 全1公演                                            | Zepp Haneda（TOKYO） | |
| 2025年   | 4月12日 - 6月8日    | ツアー           | .ENDRECHERI. LIVE TOUR 2025 【REBORN】                                    | .ENDRECHERI. | 全15公演                                           | 横浜BUNTAI、刈谷市総合文化センター アイリス 大ホール、ロームシアター京都 メインホール、仙台銀行ホール イズミティ21 大ホール、神戸国際会館 こくさいホール、なら100年会館 大ホール、大阪国際会議場（グランキューブ大阪） メインホール、アクトシティ浜松 大ホール、東京国際フォーラム ホールA                | ミニアルバム『END RE』を引っ提げてのツアー。旧知のバンドメンバーの他、BREIMENのいけだゆうた（Key）やダンサーチームのDANQ CLUBが新たに参加し、4月12日の横浜BUNTAI公演では46歳の誕生日が祝われた。6月8日の東京国際フォーラムでの最終公演の模様はOPENREC.tvで生配信される。 |
| 2025年   | 9月19日 - 9月21日   | ライブ           | 平安神宮 奉納演奏2025                                                     | 堂本剛       | 全3公演                                            | 京都・平安神宮 | 2024年は台風の接近に伴い中止を余儀なくされたため、2023年以来2年ぶり、14回目の開催となる予定。 |

## 受賞歴
1994年
- 第2回ザテレビジョンドラマアカデミー賞 新人俳優賞（『人間・失格〜たとえばぼくが死んだら』）

1998年
- 第2回日刊スポーツドラマグランプリ 主演男優賞（『青の時代』）

1999年
- 第22回ザテレビジョンドラマアカデミー賞 主演男優賞（『To Heart 〜恋して死にたい〜』）

2000年
- 第26回ザテレビジョンドラマアカデミー賞 主演男優賞（『Summer Snow』）

2004年
- 第21回 ベストジーニスト

## 書籍

### 単行本
- きみとあるけば （2002年7月、朝日新聞社 / ISBN 978-4-02-330330-0 文庫版：ISBN 978-4-04-197323-3）
  - 伊集院静との共著。伊集院の文章に剛がイラストをつけ、雑誌『Person』で連載されていたものの単行本[80]。
- ずーっといっしょ。（2003年7月、朝日新聞社 / ISBN 978-4-02-330331-7 文庫版：ISBN 978-4-04-197326-4）
  - 伊集院静との共作第2弾[92]。
- ぼくの靴音 （2005年12月10日、集英社 / ISBN 978-4-08-780415-7）
  - 雑誌『Myojo』で連載していたものを本にして発売。ここではイラストではなく、文章となっている。
- ココロのはなし （2014年2月7日、角川書店 / ISBN 978-4-04-110553-5）
  - NHK『堂本剛のココロ見』における各界の賢人との対談をまとめたもの[288]。

### 写真集
- 正直I LOVE YOU （2006年10月19日、東京ニュース通信社 / ISBN 978-4-924566-59-0）
  - バラエティ番組『堂本剛の正直しんどい』から生まれた初のソロ写真集。番組のテーマでもある“年上の恋人とのデート”を想定したハワイデート旅行編。
  - オリコンの2006年タレント写真集販売ランキング6位を獲得。
- 堂本剛と頭のなか（2009年3月10日、日之出出版 / ISBN 978-4-89198-781-7）
  - 雑誌「FINEBOYS」での連載をまとめたファッションブック。
- 堂本剛 ベルリン（2010年4月10日、小学館 / ISBN 978-4-09-363725-1）
  - 雑誌「PS」での連載及びドイツ・ベルリンでの撮り下ろし写真をまとめたファッションブック。

### 連載
- 日之出出版『FINEBOYS』
  - 自然体 オフ・スタイル「東京」（2005年3月号[71] - 2006年11月号）
  - 気ままなオフ・スタイル 「宇宙人に逢いたい」（2006年12月号 - 2018年4月号[289]）
- 小学館『Domani』「なら（ず）もん」（2013年1月号 -2021年2/3月号）
- ベネッセコーポレーション『ひよこクラブ』「ぼくが親になる日まで」（2015年12月号[82] - 2020年3月号[290]）
- 音楽と人『音楽と人』
  - 「堂本スイミングスクール」（2019年5月号 - 2024年6月号）[291][292]
  - 「that's meeting／雑味eating 〜転けてもそのまま唄てまえ〜」（2024年7月号 - 2025年4月号）[293][294]